# 벨라루스의 러시아화

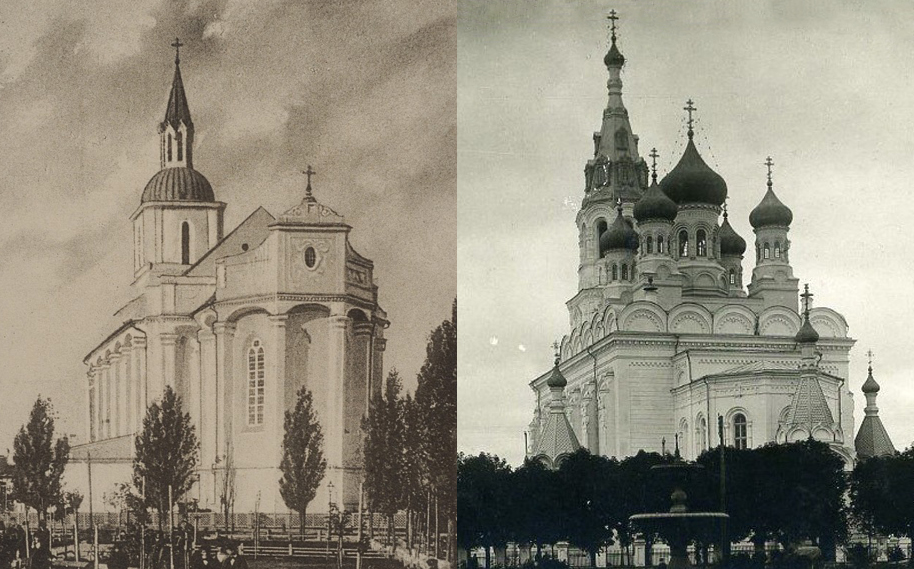
19세기 러시아화의 예시; 흐로드나 (흐라드나)에 재건된 성모 마리아 교회 (더 이상 존재하지 않음)

벨라루스의 러시아화(벨라루스어: Русіфікацыя Беларусі Rusifikatsyya Byelarusi; 러시아어: Русификация Беларуси)는 러시아어와 러시아 문화가 특히 20세기 동안 벨라루스 사회에 점점 더 많은 영향을 미쳤던 역사적 과정을 의미한다.
이 시기에는 교육, 행정 및 공공 생활에서 러시아어 사용이 현저하게 증가했으며, 종종 벨라루스 문화 및 언어적 요소와 병행하거나 때로는 이를 능가하기도 했다.

## 러시아 제국

### 역사적 배경
18세기 후반(1772, 1793, 1795) 폴란드 분할 이후, 러시아 제국은 벨라루스 영토의 많은 부분을 장악했다. 이 시기는 더 심층적인 러시아화 과정의 시작을 보았는데, 러시아 당국은 귀족의 대다수와 도시 인구의 상당 부분이 통합 교회 성직자와 함께 주로 폴란드어를 사용하고, 농촌 인구의 약 90%가 벨라루스어를 주 언어로 유지하는 지역을 통합하는 문제에 직면했다.

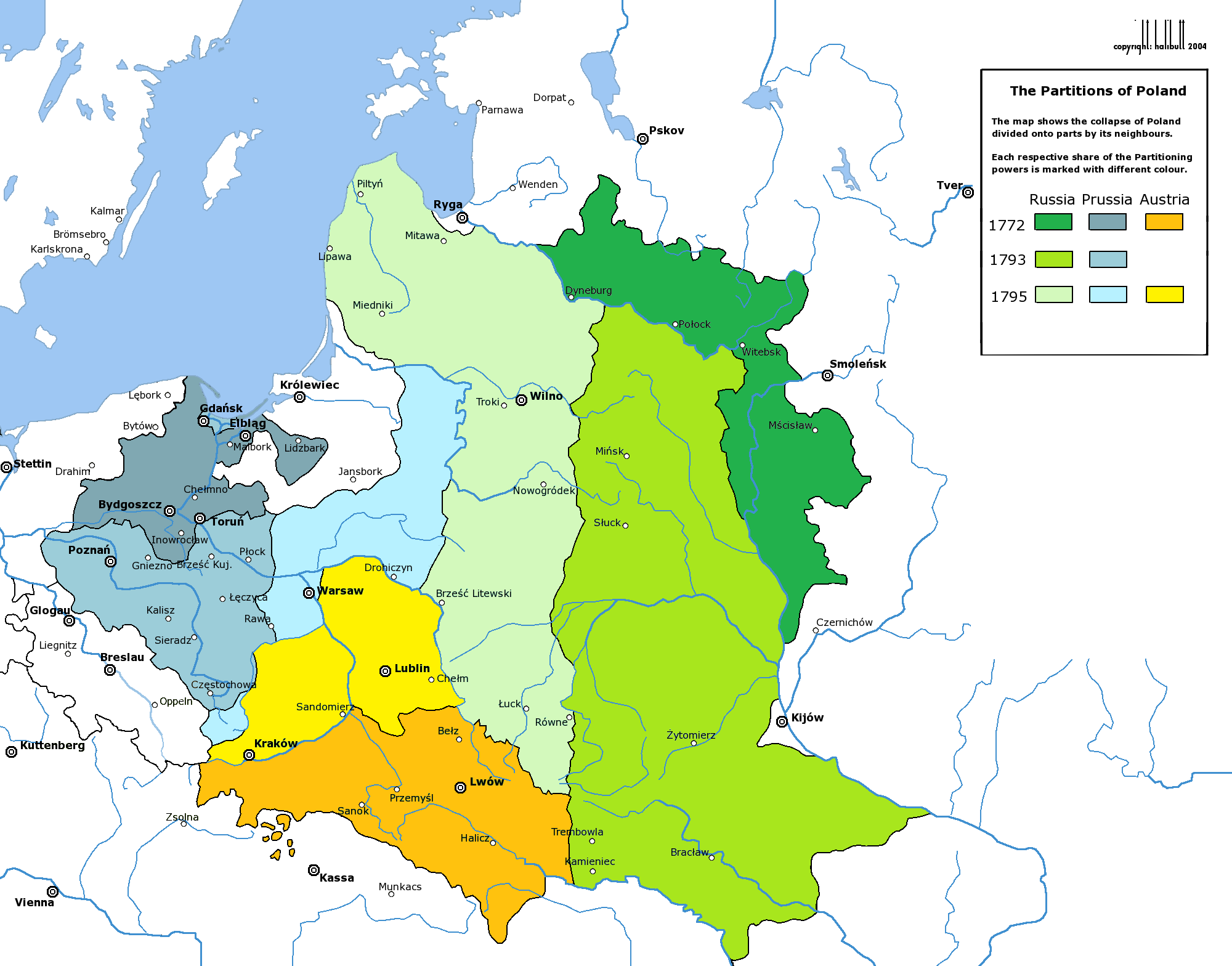
1772, 1793, 1795년 폴란드-리투아니아 연방의 분할

17세기부터 20세기 초까지의 맥락에서 러시아화는 세 가지 주요 동슬라브족 집단을 제국 러시아 정체성 아래 통합하는 것을 목표로 하는 문화적 동화로 더 광범위하게 개념화되었다: 대러시아인(러시아인), 소러시아인(우크라이나인), 백러시아인(벨라루스인). 이러한 정책에서 "러시아어"라는 용어는 일반적으로 대러시아 방언을 지칭했으며, 이는 주요 문학 및 행정 표준으로 장려되었다. 이 시기에는 또한 벨라루스 문학의 공식적인 인정과 가끔 출판이 이루어졌다.

1914년 유럽의 러시아어 방언 지도에는 다섯 가지 주요 방언이 강조되어 있다: 북대러시아어(밝은 오렌지색), 남대러시아어(빨간색), 중앙대러시아어(베이지색 및 밝은 오렌지색 배경에 각각 밝은 라일락색 및 오렌지색 줄무늬), 벨라루스어(자주색), 소러시아어(초록색), 그리고 벨라루스어에서 남대러시아어, 소러시아어에서 벨라루스어, 소러시아어에서 남대러시아어로의 세 가지 과도기 방언.

"벨라루스 민족"과 "백러시아"("백루스")라는 용어는 대중에게 널리 알려지지 않았다. 어문학자이자 민족지학자인 예핌 카르스키는 1903년에 다음과 같이 썼다.
현재 벨라루스의 평민들은 이 이름을 알지 못한다. "당신은 누구입니까?"라고 물으면 평민은 루테니아인 [러시아어: русскій]이라고 대답하며, 만약 가톨릭 신자라면 자신을 가톨릭 신자 또는 폴란드인이라고 부른다. 때로는 자신의 고향을 리투아니아라고 지칭하거나, 단순히 "튜테이시"(현지인)라고 말하며, 서부 지역에 온 대러시아어를 사용하는 사람과 자신을 자연스럽게 대조한다.
18세기와 19세기 내내 세베로자파드니 지방에서는 정교회와 가톨릭 간의 신앙적 분열이 민족적 구분에 큰 영향을 미쳤다. 이러한 분열은 종교적 상징과 중심을 중심으로 한 정체성 통합으로 이어졌고, 소수 민족 사이에서는 폴란드-가톨릭 정체성을 강화하고 다수 민족 사이에서는 포괄적인 러시아-정교회 정체성을 장려했다.

### 정책 시행 및 사회경제적 변화
러시아화 노력은 미하일 무라비요프-빌렌스키 하에서 강화되었다. 그의 후계자인 콘스탄틴 폰 카우프만은 이러한 정책을 계속 이어갔다. 목표는 정교회 벨라루스인들 사이에서 서러시아 민족 의식을 재건하는 것이었다. 서러시아 이데올로그들은 키예프 루스를 러시아 역사의 공통 기원으로 보았고, 이 서사를 사용하여 폴란드-리투아니아 통치 기간 이후의 역사적 연속성 회복을 정당화했다. 그 결과 그들은 벨라루스를 별도의 국가가 아닌 서부 러시아의 일부로 간주했으며, 이를 범러시아 민족의 통합된 한 분파로 보았다.
시행은 공립 및 교회 교구 교육, 그리고 러시아 교회의 사목 봉사를 통해 이루어졌으며, 정교회에 대한 헌신과 민족적 유대를 결합하는 신앙적 유대감을 통합했다. 이는 서북 변경에서 지역적 특수성과 언어적 특성을 통합 수단으로 고려하는 것을 배제하지 않고, 대중들 사이에서 범러시아적 민족 정체성이 높아지는 결과를 낳았다.
11월 봉기 (1830–1831) 이후 러시아 당국은 이 지역에서 폴란드 문화의 영향을 줄이기 위한 조치를 강화했다. 가장 중요한 조치 중 하나는 벨라루스의 모든 교육 수준에서 폴란드어에서 러시아어 교육으로의 전환이었다. 역사가 뱌체슬라프 나세비치는 빌나 제국 대학교를 폴란드 국가 프로젝트의 "반응로" 중 하나로 묘사했으며, 이 대학의 재편성은 폴란드 지식 전통을 약화시키고 러시아 국가와 러시아 정교회에 대한 충성심을 심어주는 것을 목표로 했다. 교육 시스템이 계급 기반이었기 때문에 이 대학은 귀족만을 위한 것이었고, 이는 하위 사회 계층의 고등 교육 접근을 제한했다.
19세기 말까지 러시아 당국은 벨라루스 영토를 제국에 통합하기 위한 광범위한 전략의 일환으로 세베로자파드니 지방의 인프라를 크게 확장했다. 산업 발전, 교통망 개선, 농업 개혁이 이 지역의 경제 성장에 기여했다. 벨라루스를 주변 지역으로 인식했던 폴란드와 달리 러시아 행정부는 벨라루스를 경제적, 정치적 이해관계의 핵심 지역으로 간주했다.
교육과 행정에 러시아어를 적극적으로 도입한 것은 제국의 근대화 노력의 일환이었다. 이는 벨라루스인들에게 교육과 문화 참여에 더 넓은 접근성을 제공했다. 벨라루스 5개 주의 인구는 1863년 330만 명에서 1897년 650만 명으로 자연 증가와 인프라 개선에 힘입어 증가했다. 도시화는 꾸준히 진행되었고, 문맹률은 향상되었다. 1860년과 1881년 사이에 벨라루스의 학교 수는 576개에서 2185개로 증가했다. 이는 러시아의 교육 및 문화적 영향력을 강화하려는 전략적 노력을 반영한다.
이 시기에는 또한 제국 내 사회경제적 변화와 문화 교류의 영향을 받아 독특한 벨라루스 민족 의식이 성장했다. 교육의 확대, 문맹률 증가, 인쇄 매체의 발전은 벨라루스 정체성에 대한 더 큰 인식을 가져왔다. 이러한 과정은 20세기 초 민족 운동의 출현을 위한 토대를 마련했다.

### 러시아 제국에서의 벨라루스어 연구
지역 주민의 언어 연구에 대한 관심은 19세기 후반에 학계에서 나타나기 시작했다. 이즈마일 스레즈넵스키와 알렉산드르 포테브냐는 벨라루스 방언을 남러시아 방언의 일부로 간주했다. 당시 대부분의 연구자들은 벨라루스어가 제도화될 가능성에 대해 상당히 회의적이었다. 벨라루스 민속을 연구하고 수집한 유명한 민족지학자 표트르 베소노프는 다음과 같이 언급했다: "벨라루스 구어 민속은 결코 문학적, 서면, 그리고 책 언어가 되지 않을 것이다."
초기 회의론에도 불구하고, 19세기 후반과 20세기 초반은 벨라루스 연구에 대한 관심이 싹트던 시기였다. 이 새로운 분야는 벨라루스 민족의 역사, 문화, 전통, 그리고 독특한 특성을 탐구하는 데 전념했다. 파벨 슈필레프스키와 얀 체초트와 같은 초기 개척자들은 벨라루스 구전 전통과 민속을 기록하기 시작했으며, 벨라루스어와 그 문화유산의 독립적 성격을 강조했다. 그들의 기여는 이 분야의 후속 연구 노력에 견고한 기반을 마련했다.

벨라루스 언어학의 창시자로 여겨지는 예핌 카르스키는 1903년부터 1922년 사이에 그의 중요한 3권짜리 저서 "벨라루스인"을 출판하면서 광범위한 연구를 수행했다. 이 저서에는 벨라루스 방언에 대한 상세한 연구와 그의 "벨라루스 부족의 민족지 지도"가 포함되어 있다. 카르스키의 노력은 벨라루스어와 문화에 대한 학문적 연구를 크게 발전시켰으며, 동유럽 연구의 더 넓은 맥락에서 벨라루스어의 독특한 정체성을 강조했다.

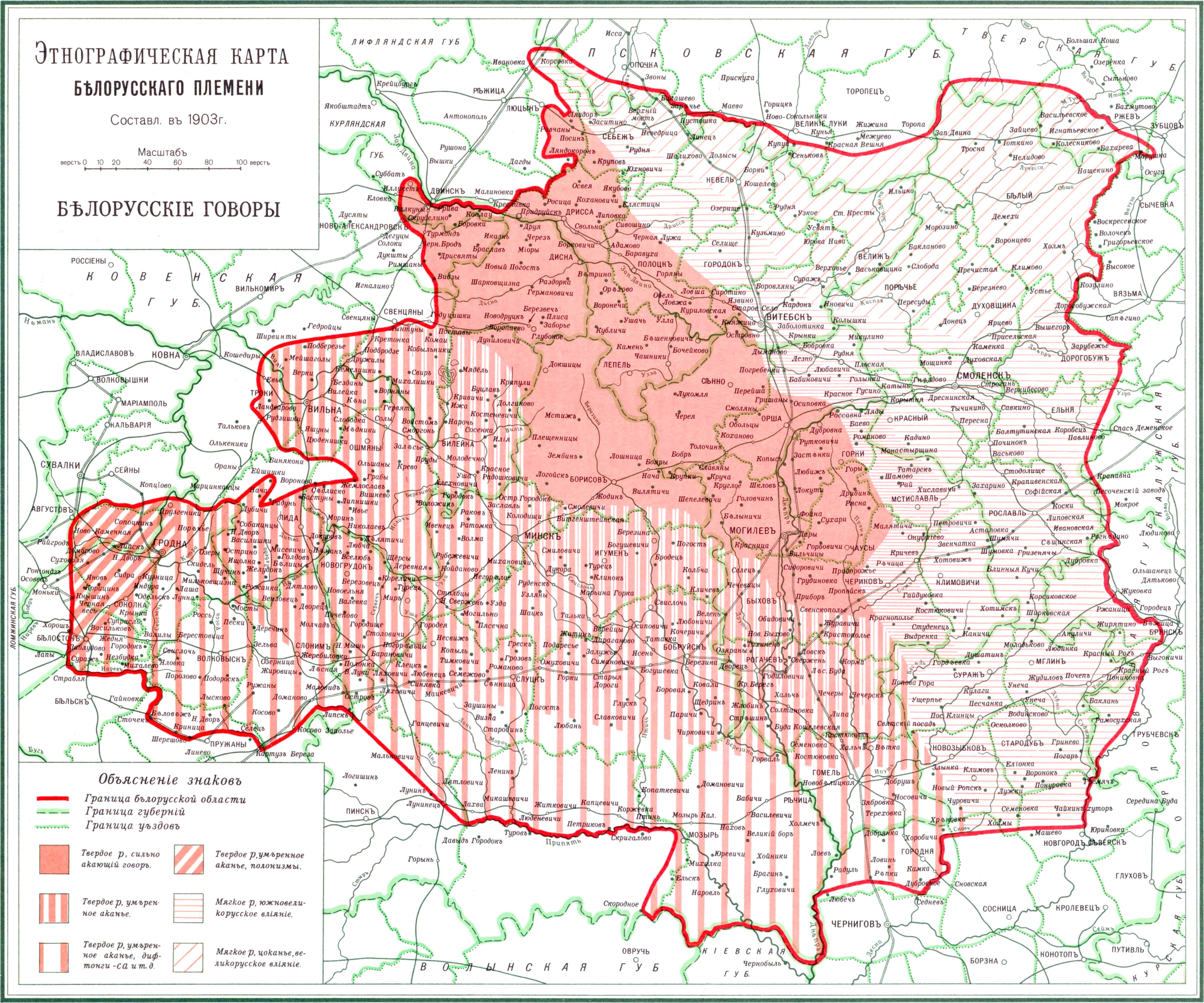
예핌 카르스키의 1903년 민족지 지도. 저자는 서폴레시아 지역을 소러시아 방언(우크라이나어)의 분포 지역으로 분류했지만, 현대 폴란드, 리투아니아, 라트비아, 러시아, 우크라이나의 상당 부분을 벨라루스 방언의 분포 지역에 포함시켰다.

## 소비에트 시대

### 1920-1933년 언어 정책
1920년대에는 벨로루시 소비에트 사회주의 공화국에서 사회정치 및 문화 생활에서 벨라루스어 사용을 확대하기 위한 벨라루스화가 이루어졌다. 이는 공화국의 영토 확장과 함께 발생했다. 1924년에는 미래 마힐료우 및 비쳅스크 지역이 될 땅이 벨로루시 소비에트 사회주의 공화국으로 이관되었고, 1926년에는 호멜 및 레치차 오크루크가 이관되었다. 대부분의 초등학교는 벨라루스어를 교육 언어로 전환했다. 고등 교육 기관도 점차 벨라루스어를 도입했다. 1924년 법령은 공화국의 네 가지 주요 언어인 벨라루스어, 러시아어, 이디시어, 폴란드어의 평등을 확립했다.
1926년 벨로루시 소비에트 사회주의 공화국 인구 조사에 따르면, 인구의 80.6%가 벨라루스인, 이어서 유대인(8.2%), 러시아인(7.7%), 폴란드인(2%)이었다. 1927년 벨로루시 소비에트 사회주의 공화국 헌법 제22조는 벨라루스어를 국가, 직업 및 공공 기관의 주요 언어로 선언했으며, 1926/27학년도에는 학교의 92%가 벨라루스어로 가르치는 등 모든 생활 영역에서 광범위한 벨라루스화를 시작했다. 유사한 경향이 RSFSR의 인근 지역인 스몰렌스크 지역에서도 관찰되었는데, 이 지역에는 1930년대 중반에 99개의 벨라루스 학교가 있었다.

### 1933-1989년 언어 정책
벨라루스화 단계는 결국 러시아어 언어적 우위를 소련 전역에 걸쳐 선호하는 소련 정책과 일치하여 러시아화에 대한 새로운 강조로 이어졌다. 이오시프 스탈린은 통일된 세계 사회주의 경제가 발전함에 따라 국가들이 자국어 외에 공통된 국제어를 가질 필요성을 느끼면서 일종의 공통어가 출현할 것이라고 믿었다.
언어학 박사 이고르 클리모프는 다음과 같이 썼다.
볼셰비키 국가는 새로운 사회와 새로운 인간을 창조하는 독특한 역사적 실험에서 언어를 특정 비언어적 목표를 달성하기 위한 특별한 조작의 대상으로 보았다. 1930년부터 이러한 조작의 핵심 측면은 소련 내 다른 민족의 문학 언어 규범에서 러시아어의 영향력을 강화하는 것이었다. 이는 소련 제국 민족들 사이의 문화적 동질성을 강화하고, 그들의 분리주의 열망을 억압하며, 문화적 및 언어적 동화를 촉진했다. 1930년대부터 벨라루스어는 이러한 정책의 희생양이 되었으며, 그 이상의 발전은 내적 필요나 실제 사용에 의해서가 아니라 소련 국가의 내적 역동성에 의해 영향을 받았다.

1958년에 학교 개혁이 시행되어 부모에게 교육 언어를 선택하고 자녀가 국어를 배울지 여부를 결정할 권리가 부여되었다. 그 결과, 국립 학교와 학생 수가 급격히 감소했다. 1990년, 벨라루스 공산당 중앙위원회 이념 비서였던 알렉산드르 쿠즈민은 다음과 같이 회상했다. 
1958년에 민스크에는 벨라루스어 학교가 8개 있었다. 그러나 부모가 자녀의 교육 언어를 선택할 수 있다는 규정이 도입되자, 우리는 첫 학년 학생 부모들로부터 자녀를 벨라루스어로 가르쳐 달라는 요청을 단 4명에게서만 받았다. 그 결과, 모든 8개 학교는 즉시 러시아어로 전환되었다.
예를 들어, 1969년 벨로루시 소비에트 사회주의 공화국에서는 학생의 30%가 벨라루스어를 배우지 않았고, 민스크에서는 그 수치가 90%에 달했다. 연구자들은 이 현상이 부모들이 벨라루스 내외의 러시아어 사용 중등 전문 및 고등 교육 기관에서 성공적인 경력을 위한 발판을 마련하기 위해 자녀를 러시아어로 교육하는 것을 선호했기 때문이라고 설명한다. 블라디미르 알파토프는 다음과 같이 언급한다.
이는 처음에는 역설적인 상황을 초래했다. 많은 국립 학교는 위에서, 때로는 관성에 의해 더 많은 지원을 받았지만, 아래에서는 러시아어 교육으로 전환하려는 움직임이 있었다(모국어 학습을 과목으로 제외하지 않음).

## 알렉산드르 루카셴코 집권기

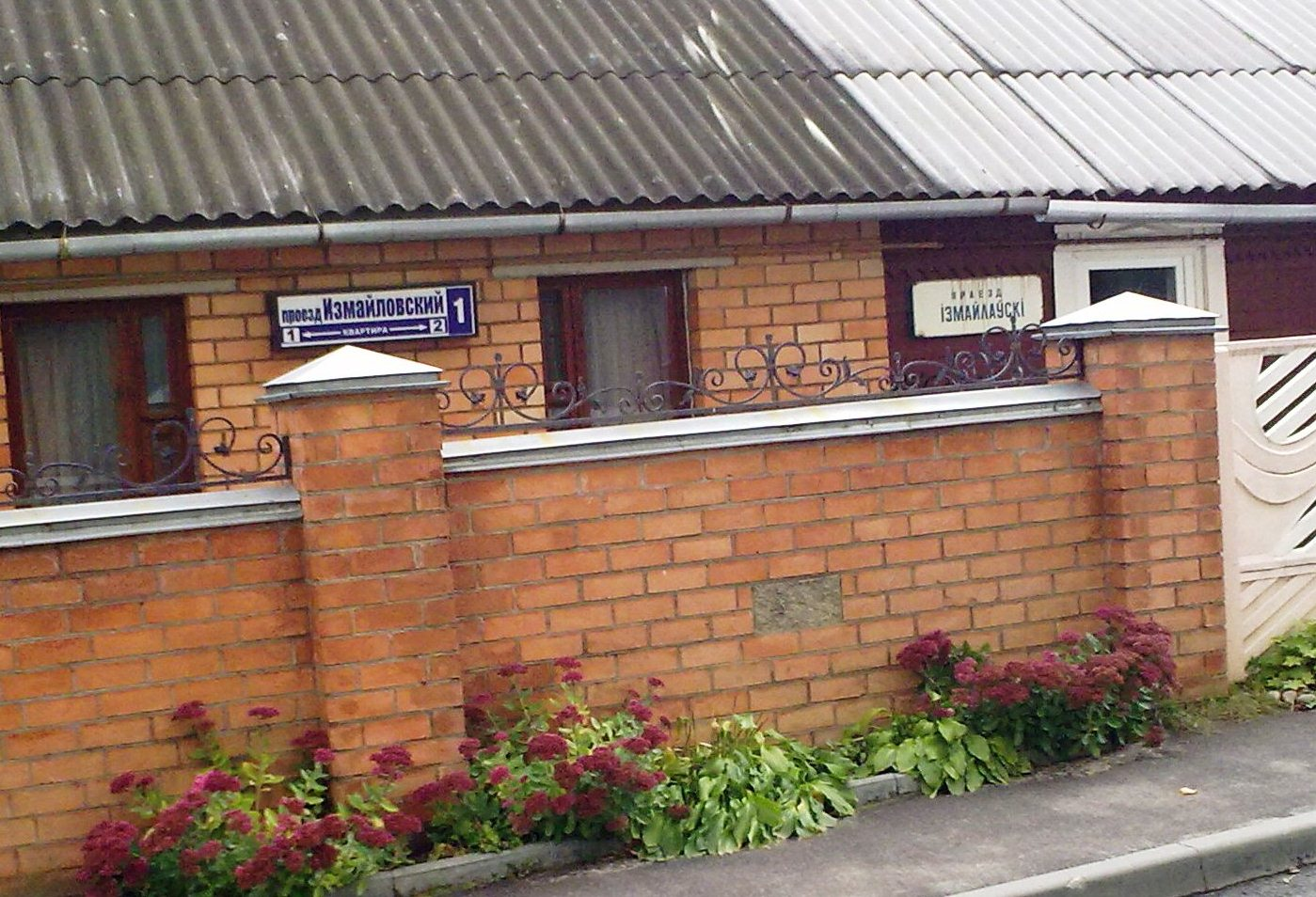
2011년 벨라루스 민스크: 오래된 벨라루스어 거리 표지판(오른쪽)이 새로운 러시아어 표지판(왼쪽)으로 교체되었다.

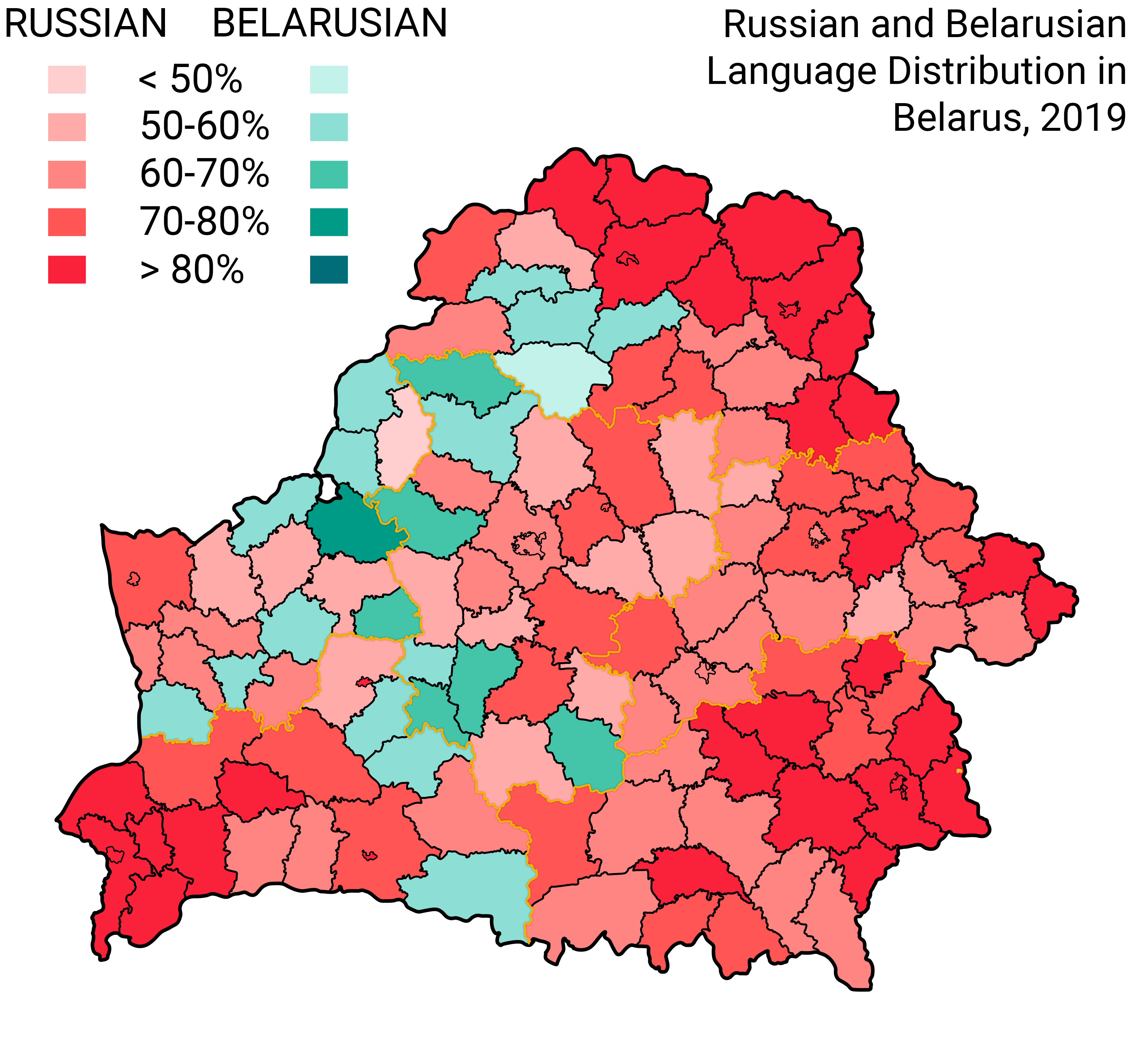
2019년 인구 조사 데이터에 기반한 벨라루스 내 러시아어 및 벨라루스어 사용자 분포 지도.

### 1990년대
벨라루스 대통령 알렉산드르 루카셴코는 1994년 집권 이후 자국의 언어 및 문화 정책을 크게 형성했으며, 1990년대에는 벨라루스 정체성을 러시아어 및 문화 규범과 더 밀접하게 일치시키는 데 중점을 두었다.
1994–1995학년도 민스크에서는 초등학교 1학년 학생의 58%가 벨라루스어로 교육받았다. 1994년 루카셴코 대통령 취임 이후 이러한 학급의 수는 감소했다. 1999년에는 민스크에서 초등학교 1학년 학생의 5.3%만이 벨라루스어로 교육받았다.
1999년 인구조사는 실제 언어 사용에 대한 질문을 포함한 첫 번째 조사였다. 인구조사 결과, 인구의 73.7%가 벨라루스어를 모국어로 인식했지만, 집에서 벨라루스어를 사용하는 사람은 36.7%에 불과한 것으로 나타났다. 이는 공식 지위에도 불구하고 일상적인 사용이 감소했음을 나타낸다.
독립 초기에는 교육, 언론, 정부에서 벨라루스어를 홍보하려는 노력이 있었다. 이러한 노력은 처음에는 진전을 보였다. 그러나 1995년 국민투표 이후 러시아어가 공동 공용어가 되면서 약화되기 시작했다.

### 2010년대
2014년 이후, 알렉산드르 루카셴코 대통령은 완만한 벨라루스화로 알려진 정책을 시작했다. 이 정책은 벨라루스어의 존재를 점진적으로 늘리고 국가의 러시아화 수준을 줄이는 것을 목표로 했다. 이 전략은 러시아와의 강력한 관계를 유지하면서 벨라루스 문화적 정체성을 강화하는 쪽으로의 중요한 변화를 의미했다.

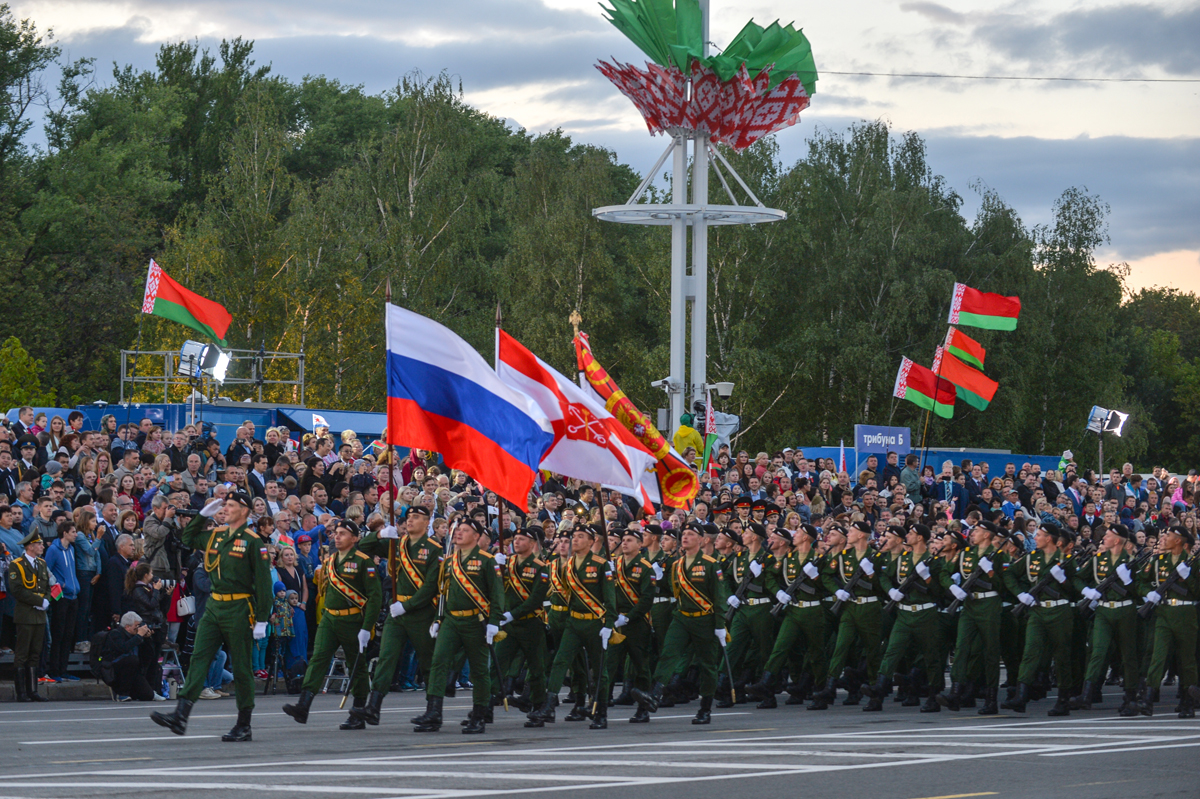
2019년 벨라루스 독립 기념일에 열린 군사 퍼레이드에 참가한 러시아 제4근위전차사단

2016-2017학년도에는 약 12만 8천 명의 학생이 벨라루스어로 교육받았다(전체 학생의 13.3%). 벨라루스어 학교의 대부분은 인구의 도시 유출로 점차 문을 닫고 있는 농촌 지역에 위치한다. 매년 벨라루스에서는 약 100개의 소규모 학교가 문을 닫는데, 대부분은 벨라루스어를 가르친다. 이 학교의 학생들을 러시아어 학교로 전학시키는 추세가 있다. 따라서 벨라루스어로 공부하는 학생들의 수가 감소하고 있다.
도시의 경우 벨라루스어 학교는 7개뿐이며, 이 중 6개는 민스크에 있다(2019년 기준). 즉, 벨라루스 공화국의 수도, 지역 및 구역 중심지에는 총 7개의 벨라루스어 학교가 있다.
1. 김나지움 제4호 (쿤차우시치나 거리, 18 – 민스크, 프룬젠스키 구)
2. 김나지움 제9호 (시아디흐 거리, 10 – 민스크, 페르샤마이스키 구)
3. 김나지움 제14호 (바스냐초바 거리, 10 – 민스크, 자보츠키 구)
4. 김나지움 제23호 (네잘레즈나치 거리, 45 – 민스크, 사볘츠키 구)
5. 김나지움 제28호 (라카소우스키 거리, 93 – 민스크, 레닌스키 구)
6. 제60중학교 (칼 리브크네흐트 거리, 82 – 민스크, 마스콥스키 구)
7. 제4중학교 (사베츠카야 거리, 78 – 이바나바 시)

| 정착지                                    | 벨라루스어 학교 수 | 총 학교 수 | 벨라루스어 학교 비율 |
| ----------------------------------------- | ------------------ | ---------- | -------------------- |
| 민스크                                    | 6                  | 277        | 2.17%                |
| 브레스트                                  | 0                  | 37         | 0%                   |
| 비쳅스크                                  | 0                  | 48         | 0%                   |
| 흐로드나                                  | 0                  | 42         | 0%                   |
| 호멜                                      | 0                  | 53         | 0%                   |
| 마힐료우                                  | 0                  | 47         | 0%                   |
| 총 구역 중심지 (수도 및 지역 중심지 제외) | 1*                 | ~ 920      | 0.11%                |
| * 이바나바 (제4중학교)                    |                    |            |                      |

### 2020년대
2020년대 들어 벨라루스의 러시아화는 2020년 벨라루스 대통령 선거 이후의 정치적 불안과 러시아의 우크라이나 침공에 대한 벨라루스의 개입으로 크게 가속화되었다. 이러한 시기에 러시아의 지원은 양국 간 문화 협력 강화로 이어졌다.
이 시기에는 러시아 문화 인사의 전략적 배치와 러시아 문화 센터의 확산을 통해 예술, 교육, 언론 등 벨라루스의 다양한 부문에서 러시아 문화의 영향력이 급증했다.
지정학적 연합으로 인해 악화된 유럽으로부터의 고립은 벨라루스의 문화적 유대를 러시아와 더욱 공고히 했다. 양국 간의 공동 프로젝트와 이니셔티브는 공동 박물관 전시회, 연극 협력, 교육 교류 등 행사의 빈도가 증가하면서 계속되었다. 이러한 협력은 벨라루스가 러시아의 문화권에 지속적으로 깊이 통합되고 있음을 강조한다.

### 벨라루스어의 현재 상태
벨라루스어는 국어로 인정받고 있지만, 러시아어에 비해 일상 생활에서 사용 빈도가 낮고, 교육 및 전문 성장의 언어로서 명성이 높지 않다. 공공 생활에서의 사용은 제한적이지만, 벨라루스어는 바실 비카우와 울라지미르 카라트키에비치와 같은 저명한 작가들의 문학적 걸작으로 구현된 풍부한 문학적 전통과 문화적 존재감을 가지고 있다. 역사적으로 중요한 신문 "나샤 니바"와 현대 인터넷 플랫폼을 포함한 다양한 매체를 통해 벨라루스어를 부흥하고 홍보하기 위한 노력이 계속되고 있다.

## 러시아화의 구성 요소
벨라루스 러시아화는 여러 구성 요소로 이루어져 있다:
- 교육의 러시아화
  - 벨라루스의 교육 내 러시아어의 지배[41]
- 민족 독립과 벨라루스 민족 특성에 기반한 벨라루스 국가 건설 입장에 서 있는 벨라루스 엘리트들에 대한 탄압
- 러시아어에 가깝게 만들기 위한 벨라루스어의 성문화[32]
  - 나르카마우카
- 러시아어를 제2공용어로 선언하여 벨라루스어를 밀어내는 조건 조성[32]
- 국가 건축물의 파괴 또는 변경[57][58]
  - 러시아 제국 당국에 의해 파괴된 리투아니아 대공국의 건축 기념물 목록 (벨라루스어)
  - 모스크바 총대주교청에 의해 파괴된 벨라루스의 역사 및 건축 기념물 목록 (벨라루스어)
- 러시아 인물의 이름을 따거나 러시아 전통에 따라 정착촌, 거리 및 기타 지리적 대상의 이름 변경[59][60]
- 벨라루스 미디어 공간에서 러시아 텔레비전 및 러시아 제품의 지배[41]
- 비즈니스 및 문서 작업 흐름에서 벨라루스어 사용 조건 부족[41]
- 종교적 억압 및 강제 개종
  - 폴로츠크 시노드

## 연대기
- 1772년. 제1차 폴란드 분할 이후 벨라루스 민족 땅의 일부가 러시아 제국에 편입되었다.[61] 예카테리나 2세는 합병된 영토의 모든 총독이 오직 러시아어로 판결, 법령, 명령을 작성해야 한다는 법령에 서명했다.
- 1773년. 예카테리나 2세는 "지방 법원 설립에 관한" 또 다른 명령에 서명했으며, 이는 다시 한번 기록 보관소에서 러시아어만을 의무적으로 사용하도록 규정했다.[62]
- 1787년. 예카테리나 2세는 종교 서적이 러시아 제국에서 러시아 정교회 시노드에 종속된 출판사에서만 인쇄될 수 있다고 명령했으며, 그 결과 그리스 가톨릭 인쇄소는 금지되었다.[63]
- 1794년. 코시치우슈코 봉기가 알렉산드르 수보로프의 군대에 의해 진압되고, 그는 보상으로 벨라루스 농노 25,000명을 받았다.[64]
- 1831년. 니콜라이 1세가 즉위한 후 11월 봉기가 진압되었다. 러시아 내무부 장관 표트르 발루예프는 "서부 영토 러시아화 수단에 관한 특별 에세이"(러시아어. Очерк о средствах обрусения Западного края)를 작성했다.[65]
- 1832년. 벨라루스어와 문화를 선호했던 그리스 가톨릭 및 바실리안 학교가 대규모로 폐쇄되었다. 러시아 정교회에 의한 교육 통제 강화[66]재건축 전의 스토웁치 도미니크 수도원(왼쪽)과 러시아 부흥 건축 양식으로 재건축된 모습(오른쪽).

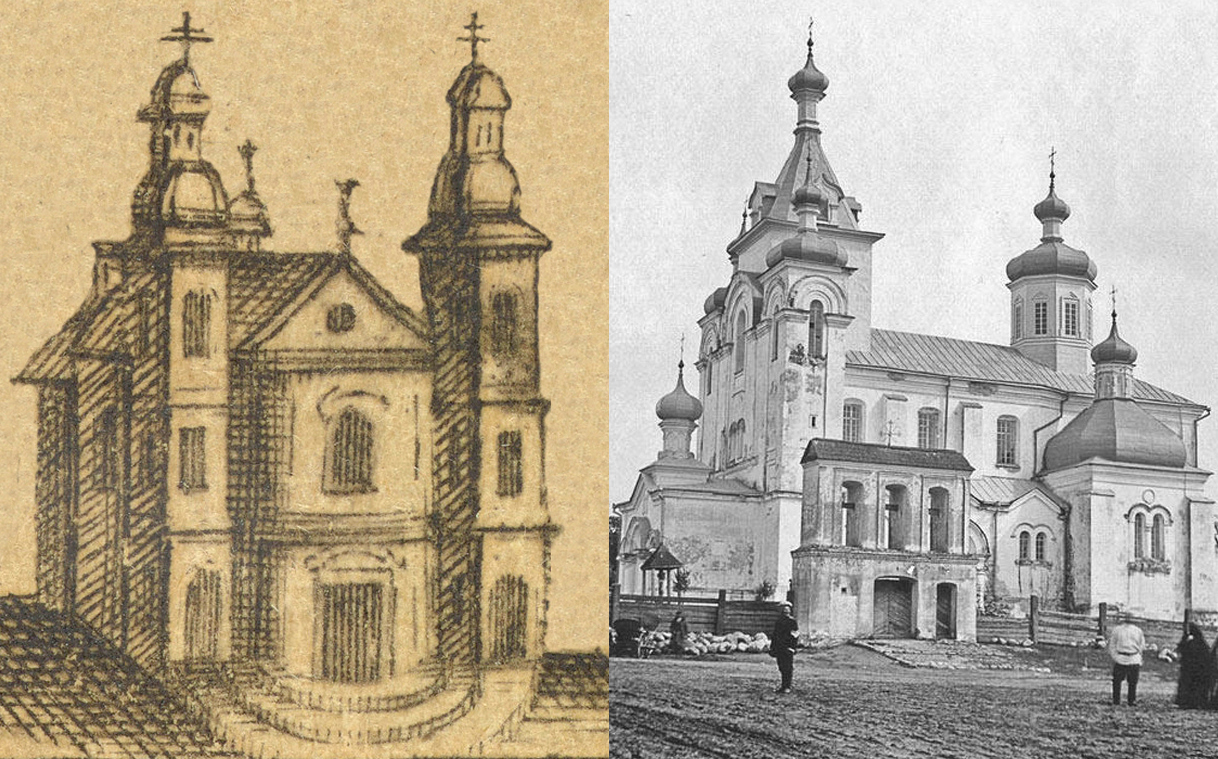
재건축 전의 스토웁치 도미니크 수도원(왼쪽)과 러시아 부흥 건축 양식으로 재건축된 모습(오른쪽).

- 1852년. 그리스 가톨릭 교회가 해체되면서 벨라루스 종교 문헌의 대량 파괴가 시작되었다. 요제프 세마슈코는 벨라루스 교회에서 발견된 1,295권의 책이 불태워지는 것을 직접 목격했다. 그의 회고록에서 그는 다음 3년 동안 자신의 명령으로 벨라루스어 책 2천 권이 불태워졌다고 자랑스럽게 보고한다.[67][68]
- 1900년. 러시아 교육부는 모든 학교에 다음과 같은 과제를 부여했다: "다른 민족의 어린이들은 순수한 러시아적 지향을 받고 러시아 민족과의 완전한 융합을 준비한다"[69]
- 1914년. 벨라루스 민족은 제1회 러시아 민족 교육 회의 결의안에 언급되지 않았다. 일반적으로 벨라루스 통치 기간 내내 러시아 정부는 단 하나의 벨라루스 학교 개설도 허용하지 않았다.[70]
- 1948년. 민족 해방 운동 활동가 알레샤 푸르스는 벨라루스 문장 파호니아를 전시한 죄로 25년형을 선고받았다.[71]
- 1995년. 알렉산드르 루카셴코 집권 이후 벨라루스의 국기인 백적백기(白赤白旗)와 역사적 국장인 파호니아가 수정된 소련 상징으로 교체되었고, 국가도 교체되었다. 또한 러시아어는 제2국어 지위를 얻었으며(러시아어는 모든 교육 기관과 대중 매체에서 사용됨), 유네스코에 따르면 벨라루스어는 사라질 위험에 처해 있다.[72]

## 같이 보기
- 러시아화
- 벨라루스화
- 벨라루스 민족 부흥
- 벨라루스 민족주의
- 트라샨카
- 폴란드화
- 우크라이나의 러시아화

## 더 읽어보기
틀:러시아화
틀:벨라루스 주제